# Censorino (usurpador romano)
Ápio Cláudio Censorino (em latim: Appius Claudius Censorinus) foi oficial e então usurpador romano contra o imperador Cláudio II (r. 268–270), um dos Trinta Tiranos listados na História Augusta.

## História
Censorino teve uma carreira longa, servindo duas vezes como cônsul (não há registro disto), duas como prefeito pretoriano, três como prefeito urbano e quatro como procônsul. Também acompanhou o imperador Valeriano (r. 253–260) na desastrosa campanha contra o Império Sassânida do xá Sapor I (r. 240–270) e foi ferido em combate, forçando-o à reforma. Provavelmente em 269-270 (a datação e sua existência são incertas), as tropas na Bonônia, na Itália, se revoltam e proclamam-o imperador. Reinou por alguns dias, sendo assassinado por seus soldados por exigir uma disciplina muito estrita.
Seu túmulo estava localizado em Bonônia. Francisco Mediobarbo Birago, um numismata do século XVII, relatou a existência de uma moeda comemorando o terceiro ano do reinado de Censorino. A falta de fontes para tal moeda faz com que o relato seja considerado fraudulento. Tillemont sugere que Censorino e Vitorino seriam a mesma pessoa. Henry Cohen data a revolta no começo do ano 270, talvez com base numa referência presente na Epítome dos Césares de Aurélio Victor e sugere que as moedas atribuídas a Censorino em obras anteriores podem não existir.